# Lonchocarpus martinezii
Lonchocarpus martinezii là một loài thực vật có hoa trong họ Đậu. Loài này được M. Sousa mô tả khoa học đầu tiên năm 2009.